# Garibius mississippiensis
Garibius mississippiensis är en mångfotingart som beskrevs av Chamberlin 1913. Garibius mississippiensis ingår i släktet Garibius och familjen stenkrypare. Inga underarter finns listade i Catalogue of Life.